# كنيس صلاة عطية

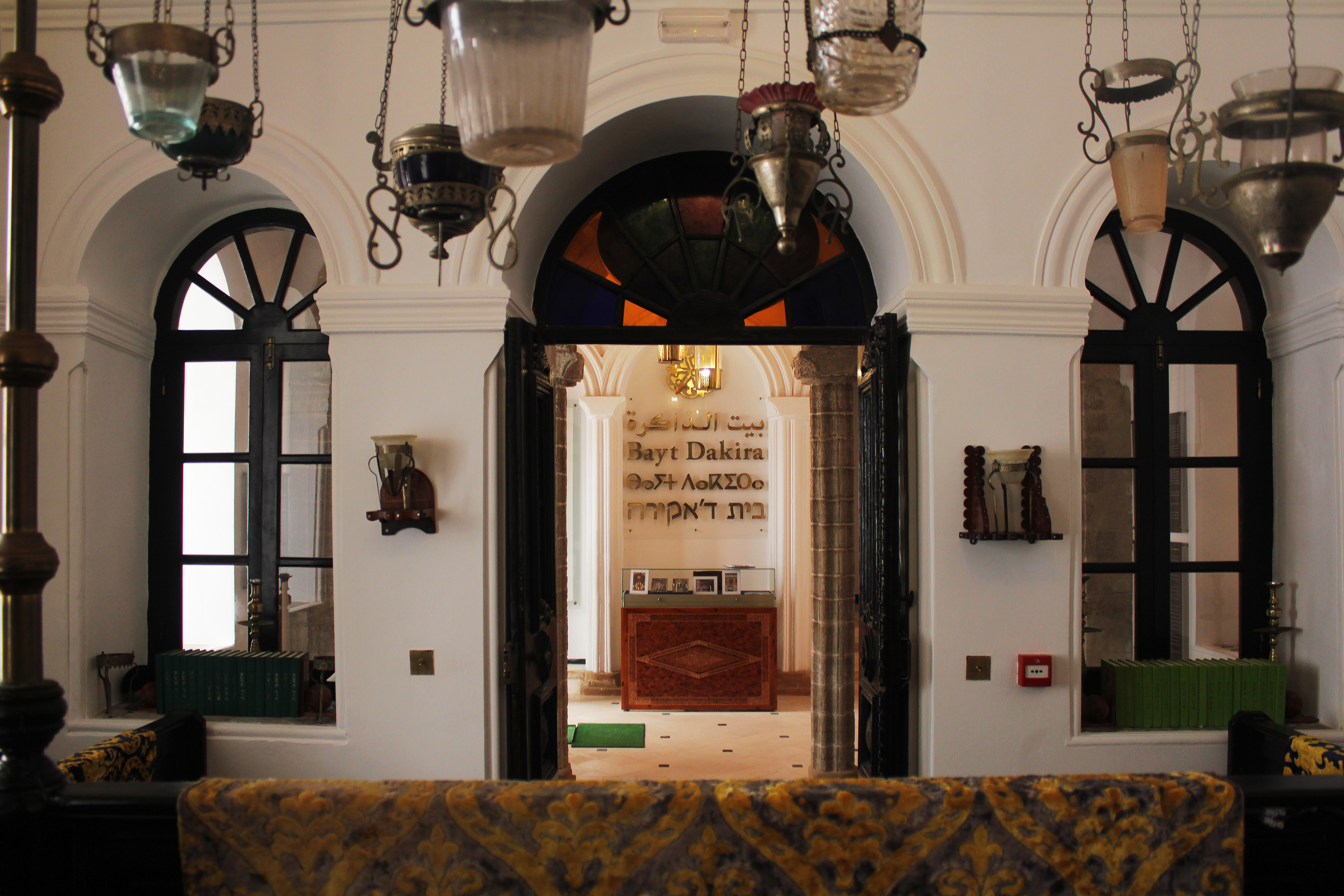
كنيس صلاة عطية ببيت الذاكرة

كنيس صلاة عطيّة وقد يُعرف أيضًا باسمِ كنيس سيمون أتياس هو كنيس يهودي يعود بناؤه للقرنِ التاسع عشر وموجودٌ في مدينة الصويرة بالمغرب.

## التاريخ
بُني الكنيس عام 1882 من طرف سيمون أتياس (أو سيمون عطية) الذي كان تاجرًا يهوديًا كبيرًا فأطلق عليه اسمه. الكنيس مكوّنٌ من جناحٍ واحدٍ مبنيٍّ من الحجر كما يحتوي الكنيسُ على منزل سيمون أتياس. يؤدي بابٌ واحدٌ كبيرٌ في قوس حدوةِ الحصان إلى مجموعةٍ من المباني، وهناك يقعُ الكنيس في الطابق الثاني بينما كان الطابق الأرضي يحوي فيما مضى متاجر للبيع والشراء في حين احتوى الطابق الثالث على مكاتب المحاكم اليهودية التي كانت تنظرُ في القضايا التجارية والشخصية.
كانَ الكنيس فيما مضى عبارةٌ عن مساحةٍ بارتفاع طابقين مع نوافذ كبيرة مستديرة القوس ومعرض نسائي، أمّا الكلمة المكتوبة بالخشب في داخله فقد نُحتت في لندن، في حين تتميّزُ تابوت التوراة – وهي المكان الذي يُوضع فيه سفر التوراة داخل الكنيس – بكبر حجمها على الرغمِ من صُنعها من الخشب فضلًا عن الأعمدة التي تُحيط بها والحفرة المستديرة التي تقعُ على مقربةٍ منها والمزيّنة بنقوشٍ نباتية.
يعرضُ الكنيس – الذي يعدُّ ثاني أكبر معبدٍ يهودي في المغرب – أساليب البناء القديمة التي كانت تتواجد في الصويرة، وتمتع بالهندسةِ القديمة مع النوافذ الكبيرة دائرية الشكل والأعمدة الخشبية الكبيرة ذات الزخارف المستديرة المزينة بالنقوش الزهريّة.

## مكان عبادة
كان كنيسُ سيمون عطية مكانًا نشطًا للعبادة في السابق على الرغمِ من أقدميته، حيثُ كان مزارًا مهمًا لليهود في مدينة الصويرة – كانت تُعرف حينها باسمِ موغادور – أو لليهود القادمين من مدن مغربيّة أخرى مثل مراكش والرباط وفاس أو حتى من دول أوروبيّة على غِرار فرنسا وإسبانيا والبرتغال وإيطاليا وإنجلترا والدنمارك والبرازيل باعتبارِ أنّ السلطان المؤسس للمدينة سيدي محمد بن عبد الله كان مُنفتحًا على الثقافات الأجنبية وبقي الأمر كذلك سنواتٍ بعد وفاته.

## الحاضر

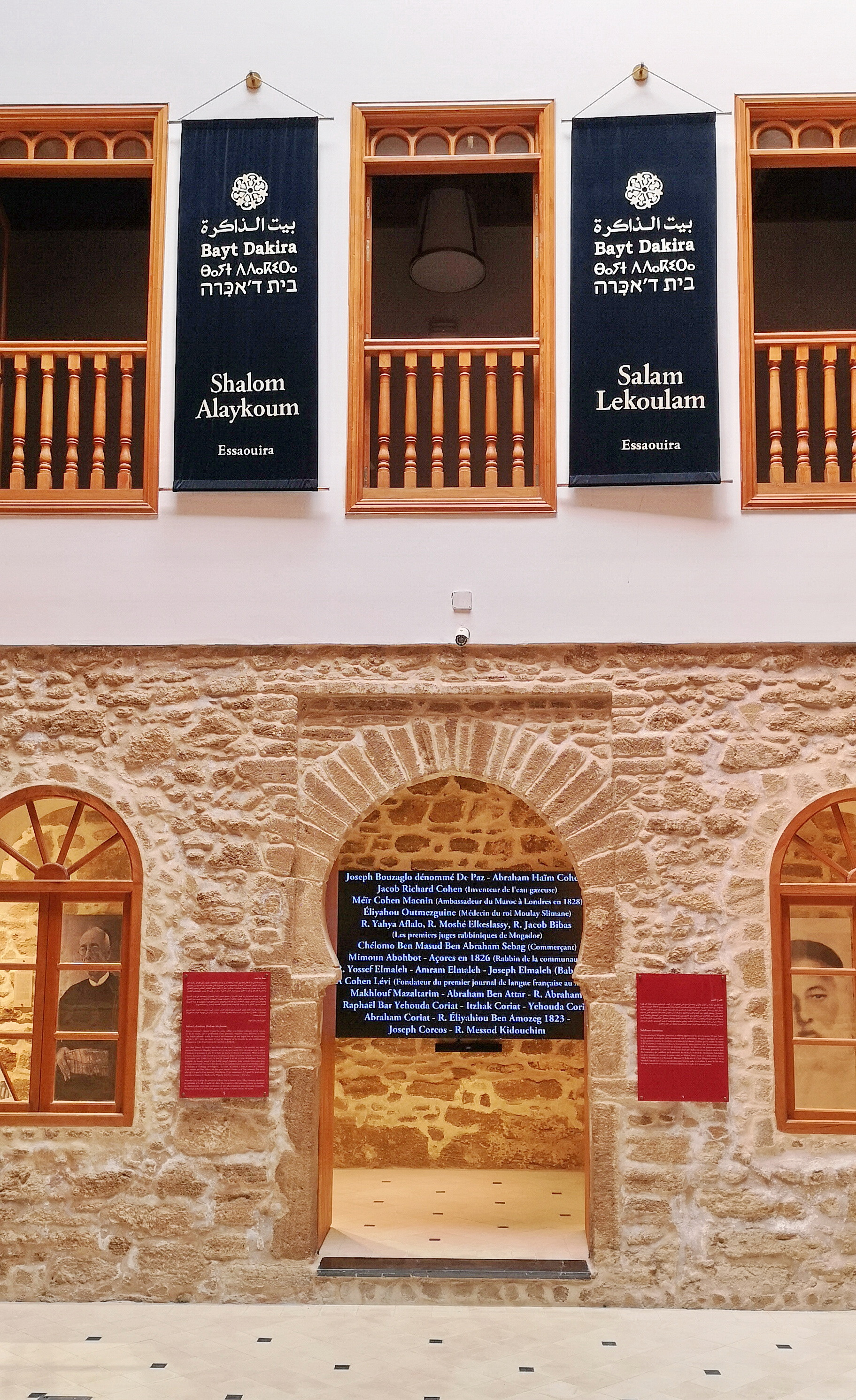
بيت الذاكرة، كنيس سمعان أتياس، الصويرة

تعرّض الكنيس لبعض الضرر على مرِّ السنوات لكنّه حافظ على شكلهِ العام وعلى ما بداخله. بحلول العام 1993، كان الكنيسُ في حالةٍ جيدةٍ وظلَّ على تلك الحالة إلى أن قرّرت السلطات المغربيّة عام 2009 إغلاقه بغرض إعادة الترميمِ والهيكلة والتحويل إلى متحف.
أُعيد افتتاح الكنيس منتصف عام 2015 حيثُ أُضيفت له بلاطة إسمنتية خرسانية تحميه وتحمي الأسقف المصنوعة من الخشب، كما أُعيد ترميم بعض الجدران التي تآكلت مع مرور السنوات مع الحفاظ على الزخارف والأقواس ذات التأثيرات الأندلسية والتوقيعات المنحوتة على الحجر، واحتُفظَ في الطابق العلوي على بعض الآثار القديمة.
بقيت غرفةُ الصلاة كما هي حيثُ لم تُمسَّ كثيرًا أثناء الترميم باستثناءِ عمليّات توسيع بسيطة من الجوانب، بينما خُصّصت باقي المساحات في الكنيس – الذي أصبحَ مركزًا ثقافيًا يحمل اسم بيت الذاكرة – للبحث العلمي والبحث في التراث اليهودي المغربي ومحاولة الحفاظ عليهِ.